# LivrÉchange

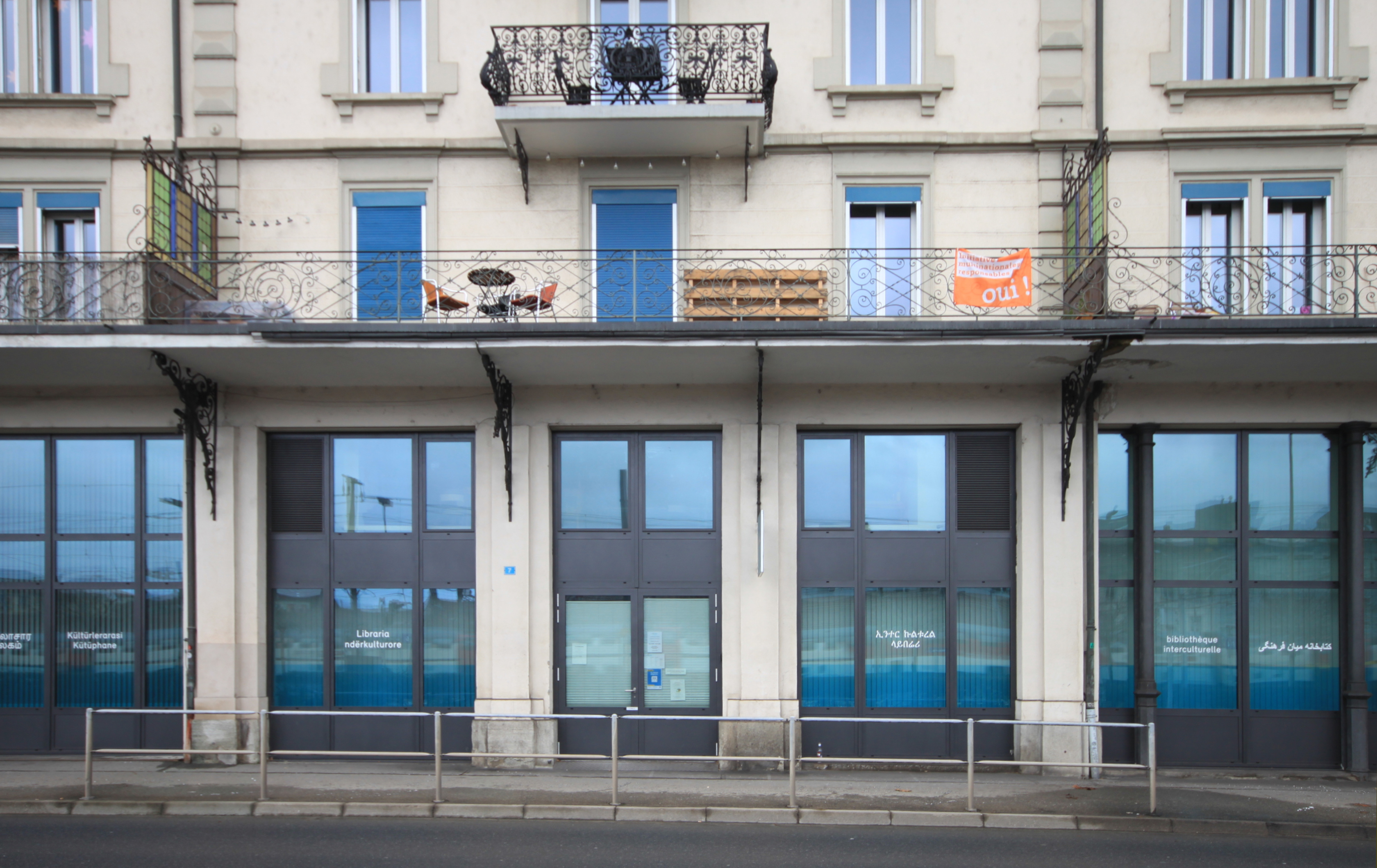
Entrada à biblioteca LivrEchange

LivrÉchange (trocadilho do francês livre + échange, em português: livro + câmbio) é uma biblioteca intercultural de livre acesso na cidade de Friburgo na Suíça. O principal objetivo é integrar a população de língua estrangeira e expandir a identidade cultural da região. Mais de 26.000 títulos em mais de 265 idiomas estão disponíveis para os visitantes.

## Acervo e prestações de serviços
A biblioteca tem mais de 26.000 títulos em mais de 265 idiomas, incluindo livros ilustrados para crianças em idade pré-escolar, livros infantojuvenis e livros para adultos. Além de ficção, a biblioteca também possui livros de não ficção, enciclopédias e material didático .O acervo de títulos também pode ser consultado online.
LivrÉchange é também um ponto de encontro onde estrangeiros e nacionais, jovens e velhos se encontram. A biblioteca também tem uma responsabilidade educativa. Além de emprestar livros e outras mídias, a biblioteca acolhe turmas de escola e organiza eventos culturais como horas de contos de fadas, leituras, exposições, palestras e visitas guiadas  . Uma grande seleção de programas de aprendizagem de línguas gratuitos pré-instalados e links para programas de aprendizagem de línguas para alemão e francês estão disponíveis para usuários em três computadores durante o horário de funcionamento da biblioteca. Essas ferramentas digitais de aprendizagem de línguas são adequadas para iniciantes e alunos avançados.  O LivrÉchange também leva a sua oferta a vários pontos da cidade - no verão até à piscina - onde os voluntários podem emprestar livros de apresentação às crianças, contar ou ler histórias em diferentes línguas, desenhar com as crianças e falar sobre elas e os pais podem se conhecer.

## História
A Associação LivrÉchange foi fundada em 2001. Em maio do ano seguinte, a primeira biblioteca intercultural do cantão de Friburgo foi inaugurada na rue de Botzet em Friburgo. A Caritas-Fribourg disponibilizou as salas gratuitamente. A oferta consistia principalmente em livros usados em línguas estrangeiras. A biblioteca intercultural é membro da rede de bibliotecas de Friburgo desde 2004. No ano 2006, as freiras de Saint-Paul salvaram a biblioteca dando um local de graça. Em agosto de 2008, a biblioteca intercultural, que havia crescido significativamente, mudou-se para sua localização atual na Avenue du Midi, perto da estação de Fribourg. Isso permitiu que as atividades fossem expandidas significativamente. 

## Financiamento
A biblioteca é mantida financeiramente pelo estado e pela igreja (municípios, cantão, governo federal e igreja), por indivíduos (fundações, loteria), bem como por meio de taxas de filiação e doações. O gasto financeiro é significativamente aliviado pelo compromisso de muitos voluntários.

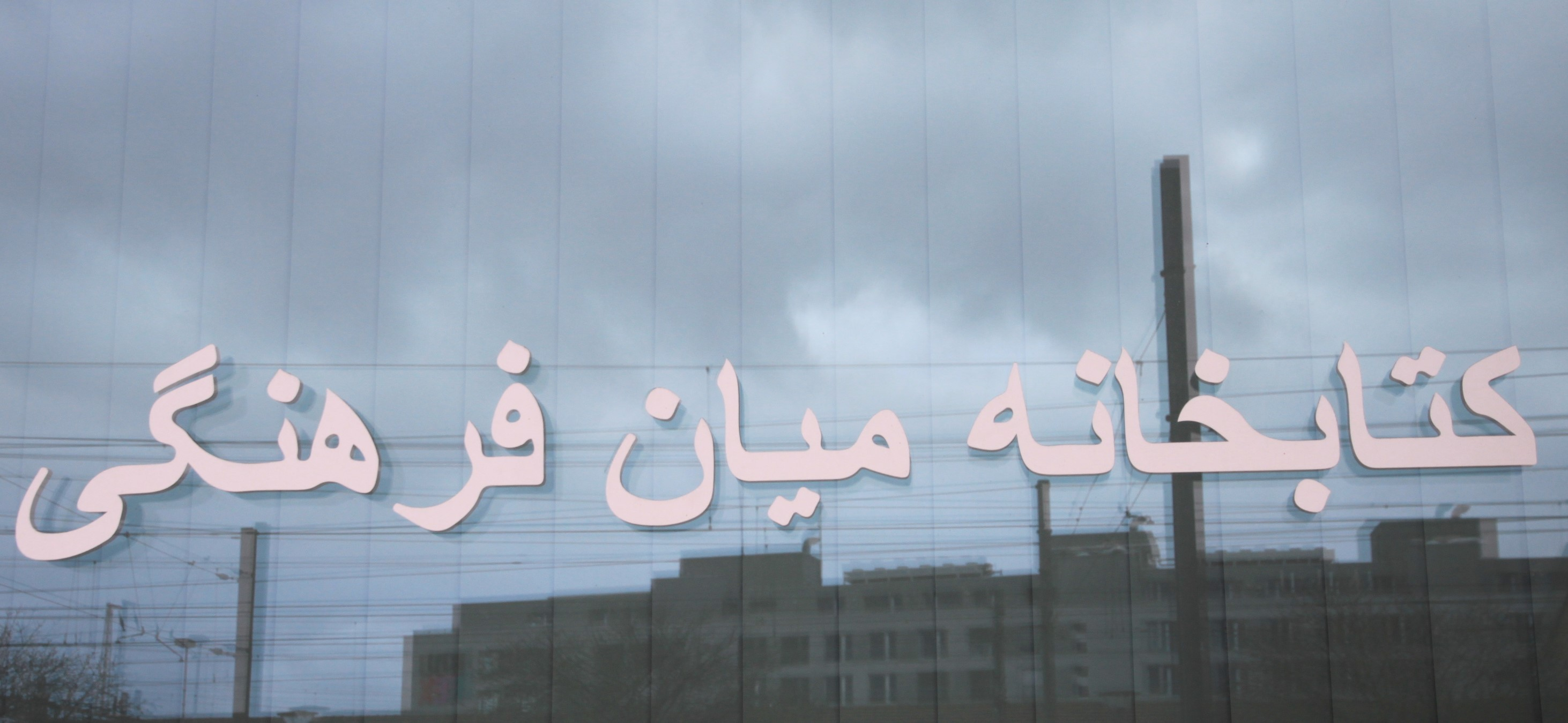
Janela da biblioteca em persa
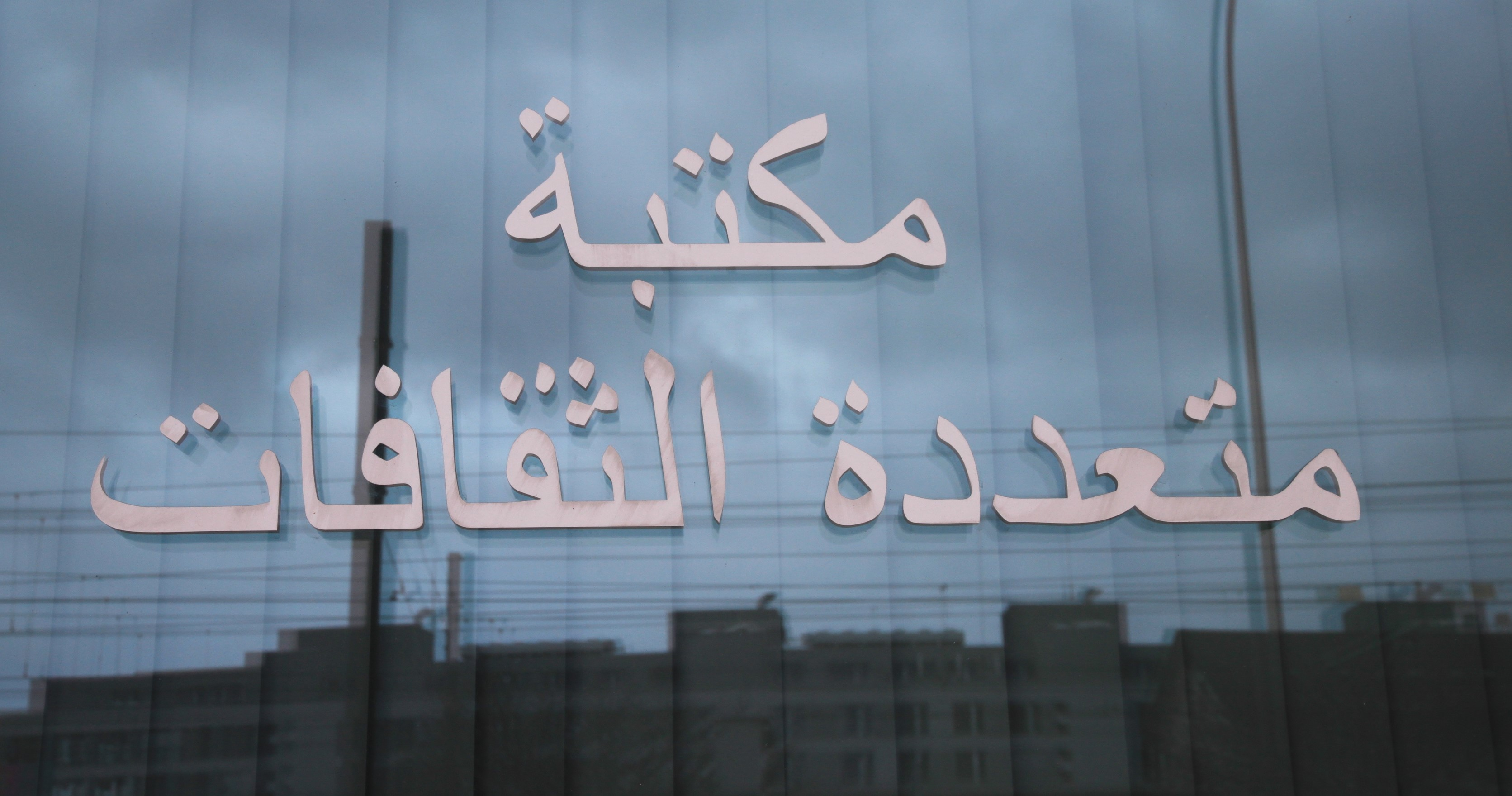
Janela da biblioteca em árabe
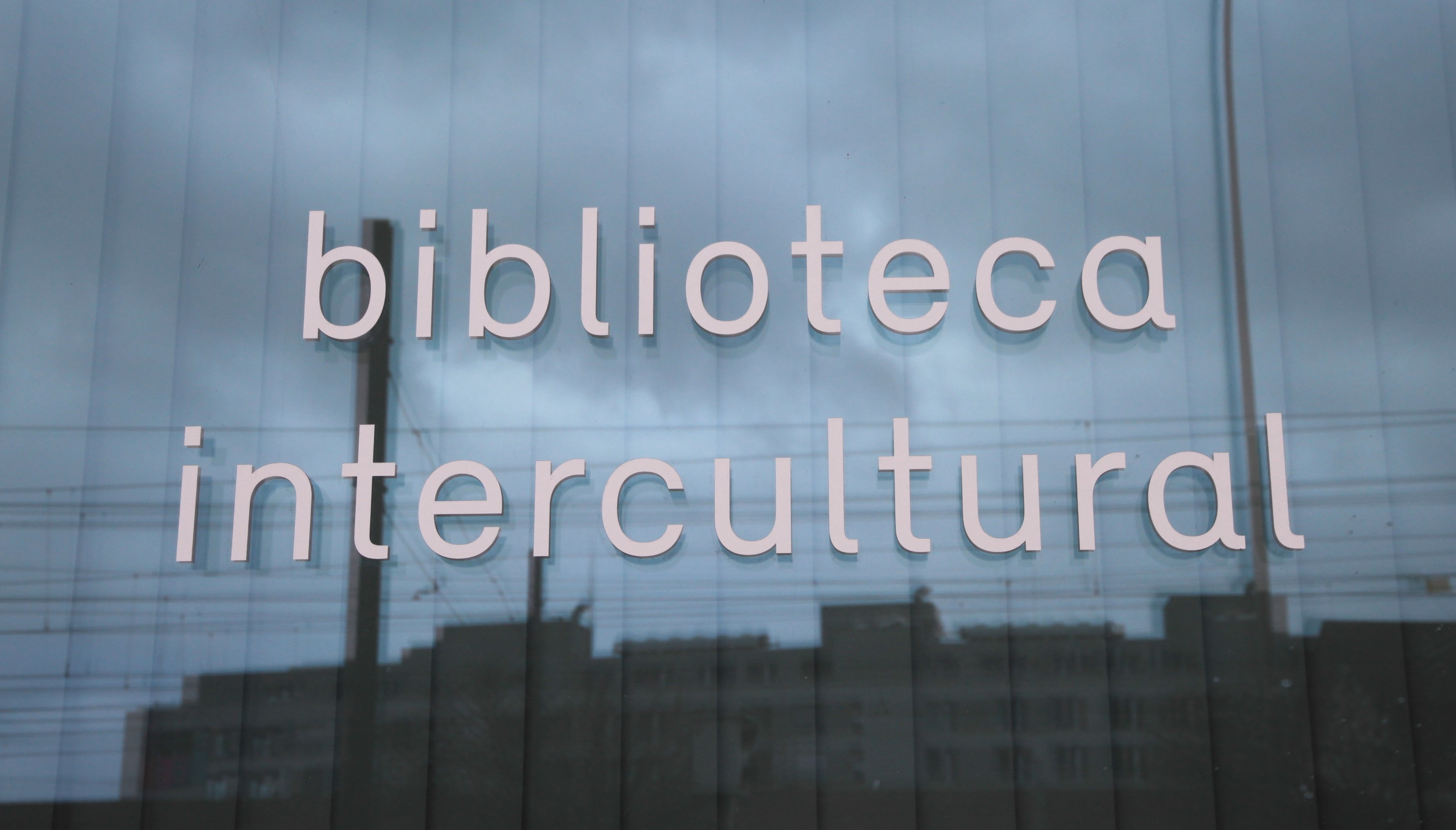
Janela da biblioteca em português
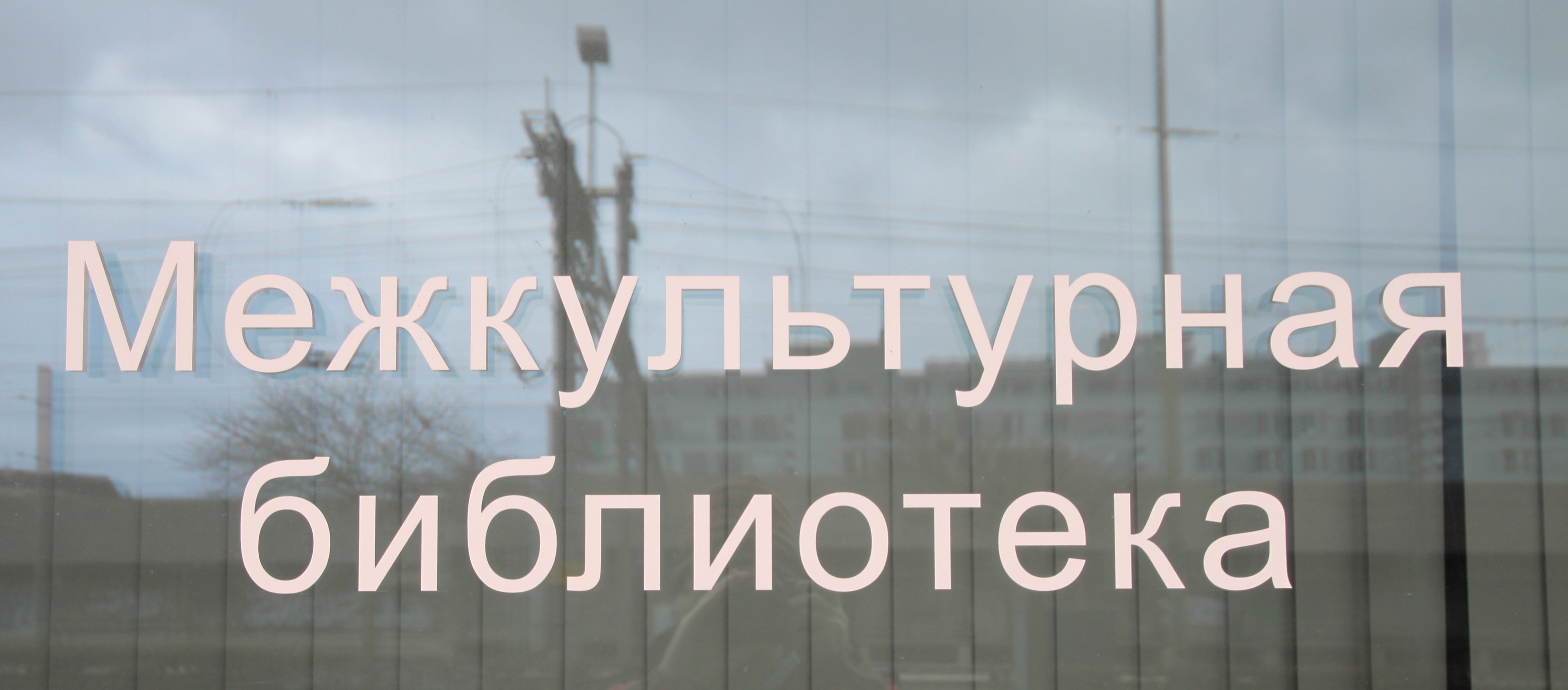
Janela da biblioteca em letras cirílicas